# الطريق الجديدة

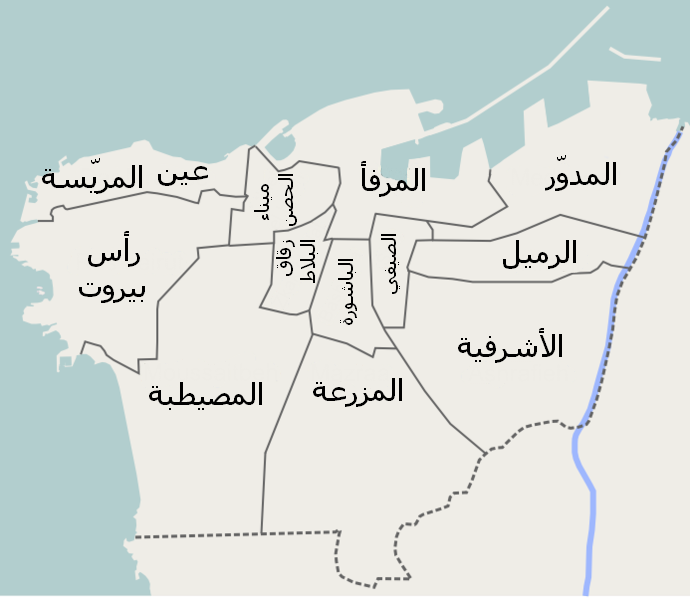

الطريق الجديدة هي منطقة موجودة في داخل العاصمة اللبنانية، بيروت. وتمتد من منطقة الحرج (أو الحرش أي الغابة باللهجة اللبنانية) من جهة الشمال حتى آخر شارع صبرا من جهة الجنوب.

## التسمية
في البدء كانت الطريق الجديدة عبارة عن تلة رملية تسمى «مزرعة العرب». ولاحقاً، سميت «تلة زريق» نسبة إلى عائلة زريق المسيحية اللبنانية والتي كانت تملك أراض شاسعة فيها. وكانت المنطقة منتزهًا لأهالي بيروت خلال أيام عطلاتهم. وعندما قررت الحكومة شق طريق من منطقة الحرج إلى الطريق البحرية في منطقة المنارة في السبعينيات من القرن العشرين، قام أهالي بيروت بتسمية هذه الطريق بـ «الطريق الجديدة» وما زال اسمها كذلك حتى يومنا هذا.

## معالمها
في طريق الجديدة العديد من المعالم المهمة منها:
- مدينة بيروت الرياضية: بنيت بعهد الرئيس اللبناني الراحل كميل شمعون عام 1956 وتمّ تدشينها في 12 آب من عام 1957. أعاد بنائها رئيس الوزراء الراحل رفيق الحريري من عام 1993 م بتمويل سعودي وكويتي بعدما دمرت خلال الحرب بين ميليشيات الفلسطينيين والجيش الإسرائيلي على لبنان عام 1982.
- ملعب بيروت البلدي: ملعب كرة قدم في وسط الطريق الجديدة، أقامه الجيش الفرنسي عام 1936 م لإقامة الاحتفالات والمباريات الرياضية على أرضه.
- منطقة السبيل: سُميّت بالسبيل نسبة إلى سبيل الماء الذي بناها أحد أفراد عائلة جلول في الأربعينات من القرن الماضي.
- سجن الرمل: نقل السجن إلى خارج بيروت القديمة إلى رمول الطريق الجديدة فاكتسب الاسم منها. وبعد الحرب الأهلية، هدم السجن وأضيف إلى ملاك جامعة بيروت العربية وأصبح موقف سيارات لها.
- الجوامع: في المنطقة العديد من الجوامع منها: 
  - جامع الحرش، وهو اليوم تابع لثانوية جمعية المقاصد الخيرية الإسلامية
  - جامع الرمل ويعرف باسم مسجد علي بن أبي طالب
  - جامع الشهداء في داخل مقبرة الشهداء
  - مسجد عبد الناصر وهو يقع في الناحية الشمالية
  - جامع الدنا في شارع صبرا
  - جامع الخاشقجي في الطرف الشرقي من مقبرة الشهداء
  - جامع العامر  في أرض جلول
  - جامع القرآن الكريم في المدينة الرّياضية
    - جامع صلاح الدّين عيتاني في المدينة الرّياضية
    - جامع صلاح الدين الأيوبي منطقة الدّنا
    - جامع عمر بن عبد العزيز

## السكان
ومحلة الطريق الجديدة تضم اليوم ما يزيد عن ربع مليون نسمة أي ما يعادل أكثر من ربع سكان بيروت. وتتميز بأنها معقل مهمّ جدًا للطائفة السنية في بيروت.